# 韋勒爾山
8°52′39″N 34°48′42″E / 8.87750°N 34.81167°E
韋勒爾山是埃塞俄比亞的山峰，位於該國中南部，處於奧羅米亞州，距離首都亞的斯亞貝巴400公里，屬於埃塞俄比亞高原的一部分，海拔高度3,301米。